# Падалка Яків Іванович
Я́ків Іва́нович Пада́лка (1926—2000) — майстер-гончар, заслужений майстер народної творчості України.

## Життєпис
Гончарне ремесло дісталося йому у спадщину від предків. Славним майстром був його прадід, потомствений гончар Федот Романович Падалка (1850—1914) з села Межиріч (нині Сумської області). Його куманцями, барильцями, різноманітним фігурним посудом милувалися глядачі виставок у Москві, Петербурзі, Ростові. У 1887 році на кустарній виставці у Харкові він отримав Срібну медаль. Федот Падалка виховав багатьох учнів, довгий час керував гончарною майстернею (заснованою в його селі графом Капністом); серед учнів був і онук — Іван Андрійович Падалка. Тому для Якова Падалки питання про обрання професії не стояло. Коли Яків підріс — став помічником у батька — Іван Андрійович в той час працював на Сумсько-Степанівському горняно-черепичному заводі.
З 1939 року навчався в професійній школі при тому ж заводі; потім гончарив у різних установах Києва та області. Протягом 1968—1986 років працював у лабораторії архітектурно-художньої кераміки (при Київському зональному науково-дослідному інституті експериментального проектування житлових та громадських споруд). Тут вперше Яків звернувся до декоративної скульптури — цьому посприяло знайомство в лабораторії з творчістю майстрів скульптури малих форм І. Т. Гончара і О. С. Железняка. Давні народні форми української іграшки збагачені його творчою уявою — коників, птахів, баранців, оленів, чортів.
Створював попільнички та свічники, настільні прилади для олівців у вигляді фантастичних звірів. У 1970–1980-х роках звертався до скульптурного ілюстрування українських літературних шедеврів. Створив скульптурні композиції до творів М. В. Гоголя «Вій», І. П. Котляревського «Наталка-Полтавка» та «Енеїда», драми-феєрії Лесі Українки «Лісова пісня», вірша Т. Г. Шевченка «Сон».
Написав книгу «Як стати гончарем».
Мешкав у селі Віта-Поштова, де 2000 року й помер.